# Régis Anders
Pour les articles homonymes, voir Régis.
Régis Anders est un acteur français.

## Télévision
- 1970 : Au théâtre ce soir : Frédéric de Robert Lamoureux, mise en scène Pierre Mondy, réalisation Pierre Sabbagh, Théâtre Marigny
- 1972 : François Gaillard ou la vie des autres de Jacques Ertaud, épisode : Julien
- 1979 : Au théâtre ce soir : La terre est basse d'Alfred Adam, mise en scène de l'auteur, réalisation Pierre Sabbagh, Théâtre Marigny
- 1982 : Médecins de nuit de Stéphane Bertin, épisode : Jo Formose (série télévisée)
- 1984 : Les Enquêtes du commissaire Maigret, épisode : La Nuit du carrefour de Stéphane Bertin
- 1991 : Commissaire Moulin, épisode :  Le simulateur. Docteur Lévy, médecin-chef
- 2000-2006 : Commissaire Moulin de Paul Andréota : rôle du directeur-adjoint de la PJ

## Théâtre

### Acteur
- 1971 : Le Précepteur de Jakob Michael Reinhold Lenz, mise en scène Wolfram Mehring, Théâtre de la Gaîté-Montparnasse

### Metteur en scène
- 1973 : Dom Juan de Molière, Festival d'Orge